# Heinrich Steiner (Maler)
Heinrich Steiner (* 16. Oktober 1911 in Kaiserslautern; † 29. Januar 2009 in Rom) war ein deutscher Maler.

## Leben
Heinrich Steiner wurde  als Sohn des Intendanten des Stadttheaters geboren. Zwischen 1915 und 1920 lebte er in Zürich, wo der Vater ein Wiener Operettenensemble aufbaute. Ab 1922 besuchte er die höhere Schule in Hamburg und trat 1926 in die Altonaer Kunstgewerbeschule ein. Er stellte im gleichen Jahr sein erstes Bild in der Altonaer Sezession aus. Nach Lehrjahren am Hamburger Staatstheater und der Berliner Staatsoper (1927–29) begann seine Tätigkeit als Bühnenmaler am Theater am Gärtnerplatz in München (1929–32). Dort besuchte er die Akademie der Bildenden Künste bei Karl Caspar. Von 1934 und 1938 lebte er als freier Maler in Düsseldorf und machte Studienreisen nach Paris, Colmar, Straßburg, Amsterdam, Zürich. 1938 verließ Steiner Deutschland und ging nach Florenz, wo er sich dem Kreis der deutschen Künstler in Italien anschloss: Hans Purrmann, Rudolf Levy, Heinz Battke, Kurt Craemer, Eduard Bargheer, Karli Sohn-Rethel, Emy Roeder, Werner Gilles, Max Peiffer Watenphul. Der Matisse-Schüler Rudolf Levy hatte großen Einfluss auf Steiner. Nach der deutschen Besetzung musste er untertauchen. In Florenz studierte er an der florentinischen Akademie bei Felice Carena (Maler) und wohnte in der heute legendären Pensione Bandini an der Piazza Santo Spirito in Florenz, zusammen mit deutschen Künstlern wie Rudolf Levy und Eduard Bargheer. 1939 stellte Steiner zum ersten Mal seine Bilder aus.
1946 erhielt er auf der Biennale von Venedig den Ausländerpreis „Premio Colomba“. Auf der gleichen Biennale wurden Carlo Carrà und Massimo Campigli ausgezeichnet. Der bedeutende venezianische Kunsthändler Carlo Cardazzi nahm ihn unter Vertrag. 1948 zog er nach Venedig. 1949 wurde der Vertrag mit Cardazzi nicht verlängert. Er kehrte nach Florenz zurück.
1950 heiratete er Giuliana Toti in Florenz und kehrte nach Deutschland zurück. Er arbeitete als Kunsterzieher im hessischen Landschulheim, der Hermann-Lietz-Schule, Schloss Buchenau. Dort war er Zeichen- und Kunstlehrer und schuf mit Internatsschülern Bühnenbilder für Schüler- und Lehreraufführungen.
Steiner war Mitglied der Pfälzischen Sezession, zu der auch Hans Purrmann, Edvard Frank und Will Sohl zählen. 1953 ehrte der Bezirksverband Pfalz ihn mit dem Pfalzpreis für Malerei. 1959 übernahm er eine Lehrtätigkeit an der privaten Anna-Schmidt-Schule in Frankfurt am Main. Diese dauerte bis 1974. 1966 baute er ein Sommerhaus in Lerici am Golf von La Spezia in Ligurien, wo er seine Sommermonate verbrachte. In den 60er Jahren entwarf er die vollständige Ausstattung einer Moschee in Libyen. 1974 kehrte er definitiv nach Italien zurück, wo er zwischen Rom und Lerici arbeitete. Er lebte bis zu seinem Tode in Rom.

## Ausstellungen
- 1939 Erste Ausstellung, Circolo degli Stranieri, Florenz
- 1941 Galerie Il Ponte, Florenz
- 1946 Biennale Venedig (Ausländerpreis „Premio Colomba“)
- 1946 Galerie Il Cenacolo, Florenz
- 1949 Galerie Il Cavallino von Carlo Cardazzi in Venedig

Galerie Il Naviglio von Carlo Cardazzi in Mailand
- 1953 Landesgewerbeanstalt Kaiserslautern (Pfalzpreis für Malerei)
- 1956 Landeskunstschule Mainz
- 1959 Galerie Prestel, Frankfurt/Main

Frankfurter Kunstkabinett Hanna Bekker vom Rath
Frankfurter Sezession
- 1964 Galerie Proposte, Florenz
- 1965 Società di Belle Arti, Genua
- 1967 Frankfurter Westend Galerie, Frankfurt/Main
- 1968 Istituto Italiano di Cultura, Köln
- 1969 Galerie Hellhof, Kronberg im Taunus
- 1971 Frankfurter Westend Galerie, Frankfurt/Main
- 1974 Frankfurter Westend Galerie, Frankfurt/Main (*Deutsche Künstler in Florenz während des Krieges")
- 1974 Galerie Seifert-Binder, München
- 1976 Galerie Schneider, Rom
- 1978 Frankfurter Westend Galerie, Frankfurt/Main
- 1979 Goethe-Institut, Triest
- 1980 Kulturinstitut Indiscreto, Rom
- 1981 Goethe-Institut, Padua
- 1981 Frankfurter Westend Galerie, Frankfurt/Main („Zur italienischen Kunst nach 1945, Deutsche Künstler und Italien“)
- 1981 Staatstheater Darmstadt, mit Elia Ajolfi
- 1983 Frankfurter Westend Galerie, Frankfurt/Main („Italienbilder“)
- 1983 Galerie l'attico-esse arte, Rom
- 1984 Frankfurter Westend Galerie, Frankfurt/Main
- 1984 Kunststudio „Westfalenblatt“, Bielefeld
- 1986 Galerie Oro del Tempo, Rom
- 1987 Frankfurter Westend Galerie, Frankfurt/Main („Goethe in Italien“)
- 1988 Galerie Cortina, Rom
- 1988 Lurgi Verwaltung, Frankfurt/Main
- 1989 Galerie Dürr, München
- 1990 Galerie in C, Köln
- 1991 Galerie Koch, Hannover
- 1991 Frankfurter Westend Galerie, Frankfurt/Main
- 1992 Galerie Brigitte Wagner, Bonn
- 1997 Galerie Hagemeier, Frankfurt/Main („Das Licht des Südens“, drei italiendeutsche Künstler: Max Peiffer Watenphul, Eduard Bargheer und Heinrich Steiner)
- 2000 Galerie del Monte, Forio / Ischia
- 2001 Galerie Koch, Hannover
- 2006 Galerie Koch, Hannover
- 2007 Galerie Weick, Düsseldorf ("Im Licht des Südens: Ausstellung mit Gemälden und Aquarellen von Max Peiffer Watenphul und Heinrich Steiner)

## Mappenwerke
- „Monte Branzi“, 5 Farblithographien
- „Seligenstädter Gedichte“, 3 s/w Radierungen, Text von Dieter Hoffmann. Petri Presse Kransberg 1973
- „Cancelli a Roma“, 5 Farbholzschnitte, 1979
- „Aus dem Ovid“, 6 Radierungen mit Zeilen des Dichters in der deutschen Übertragung von Johan Heinrich Voss, Petri Presse Kransberg 1974
- „Goethe und Italien“, 4 Radierungen, 1982

## Bibliophile Bücher
- Eduard Mörike: Die Hand der Jezerte. Mit einer Nachwort von Dieter Hoffmann. Gesamtgestaltung in Holzschnitten von Heinrich Steiner. Petri Presse, Kransberg 1980 (Auflage: 150)
- Eduard Mörike: Gedichte. Künstlerisch gestaltet von Heinrich Steiner. Bussesche Verlagshandlung, Herford 1984
- S.P.Q.R. Römische Notizen von Werner Wirthle. Mit 6 Zeichnungen von Heinrich Steiner. Petri Presse Kransberg 1984
- Joseph Freiherr von Eichendorff: Gedichte. Mit Illustrationen von Heinrich Steiner. Verlag Busse+Seewald, Herford 1985

## Bibliographische Hinweise
- Heinrich Steiner: Pensione Bandini, 1943, in Frankfurter Allgemeine Zeitung, 7. August 1976
- Heinrich Steiner. Mit einer Einführung von Dieter Hoffmann. Hrsg. von der deutschen-italienischen Vereinigung e.V. und der Frankfurter Westend Galerie, 1979
- Steiner. Ausstellungskatalog l'attico-esse-arte. Mit einer Einführung von Ennio Pouchard, Roma 1983
- Heinrich Steiner, Aquarelle. Ausstellungskatalog Frankfurter Westend Galerie. Mit einer Einführung von Salvatore A. Sanna, Frankfurt/Main 1984
- Heinrich Steiner. Ausstellungskatalog Galleria Oro del Tempo. Mit einer Einführung von Domenico Petrocelli. Roma 1986
- Heinrich Steiner. Einladung zum Verweilen. Italienische Motive. Mit einer Einführung von Rago T. Ebeling. Verlag Busse+Seewald, Herford, 1987
- Heinrich Steiner. Von Matthias Arnold. In Weltkunst/Heft 12 vom 15. Juni 1989, Serie: Deutsche Postexpressionisten
- Heinrich Steiner. Bilder eines Italiensdeutschen. Essay von Dieter Hoffmann. Belser Verlag 1993
- Heinrich Steiner. Neunzig Jahre. Ausstellungskatalog Galerie Koch zum 90. Geburtstag. Mit einer Einführung von Ludwig Zerull. Hannover, 2001